# Straßenwalze MW 12 Emil
Die Straßenwalze MW 12 Emil ist ein Ausstellungsstück auf dem Gelände des Museum der Arbeit in Hamburg-Barmbek. Die Straßenwalze ist eine Leihgabe von Alexander Lerch aus Hamburg und wurde nach dem Sohn des Leihgebers Emil getauft.

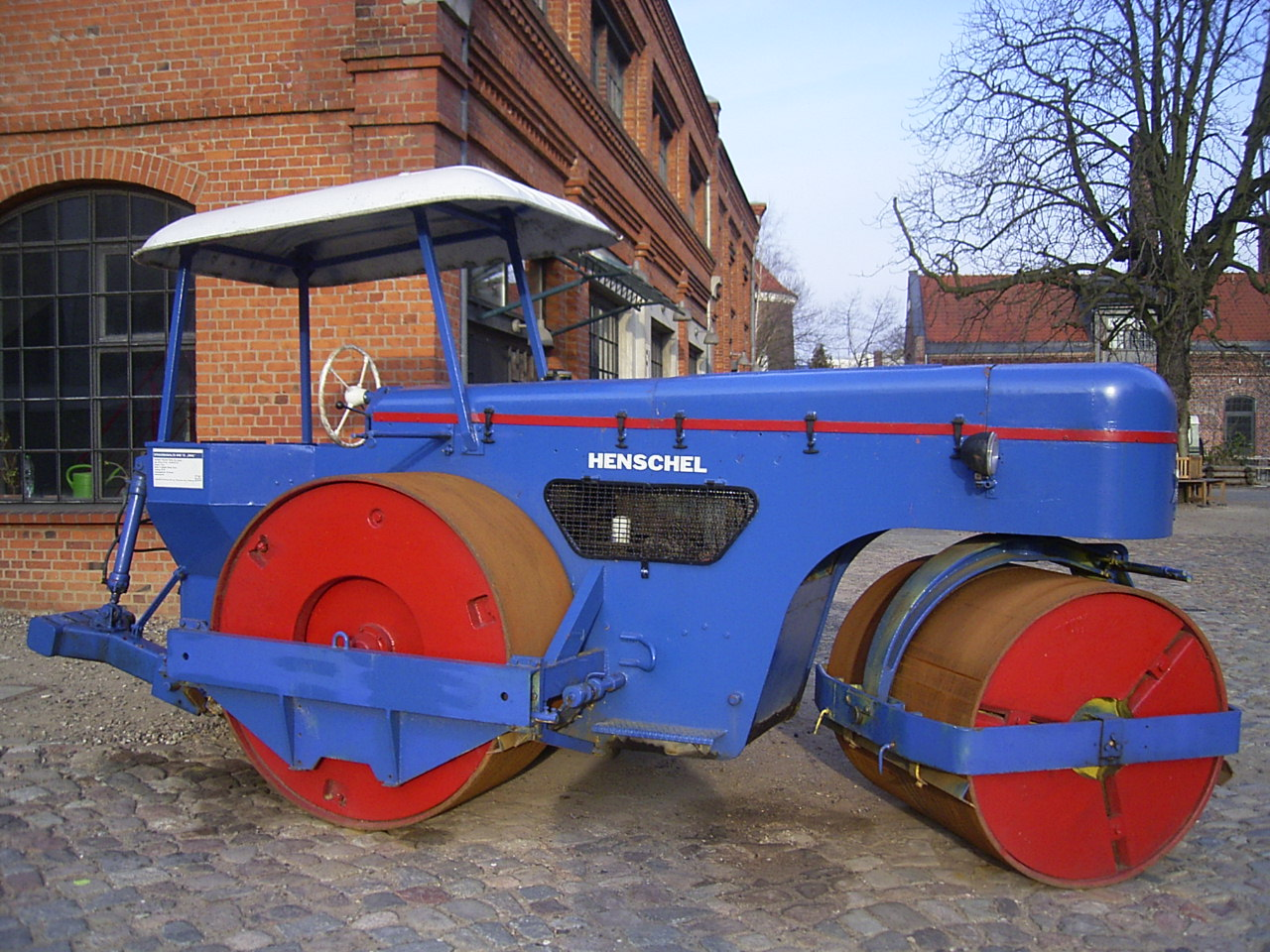
Straßenwalze MW 12 Emil

## Technische Details
| Hersteller   | Henschel-Werke AG, Kassel |
| Baujahr      | 1964                      |
| Typ          | WSA3/15                   |
| Seriennummer | 15640017/47               |
| Motor        | 3-Zylinder-Deutz, 40 PS   |
| Gewicht      | 10 Tonnen                 |

Die Walze verfügt über ein dreistufiges Hydraulikgetriebe und eine hydraulisch unterstützte Lenkung. Hinter dem rechten Hinterrad ist eine hydraulisch absenkbare Vorrichtung zur Aufnahme eines Pflug-Meißels angebracht, mit dem Asphalt aufgerissen werden kann.

## Geschichte
Ein ursprünglich eingebauter Porsche-Diesel wurde später durch den Deutz-Diesel ersetzt, als die Ersatzteilbeschaffung schwierig wurde.